# Shaunette Renée Wilson

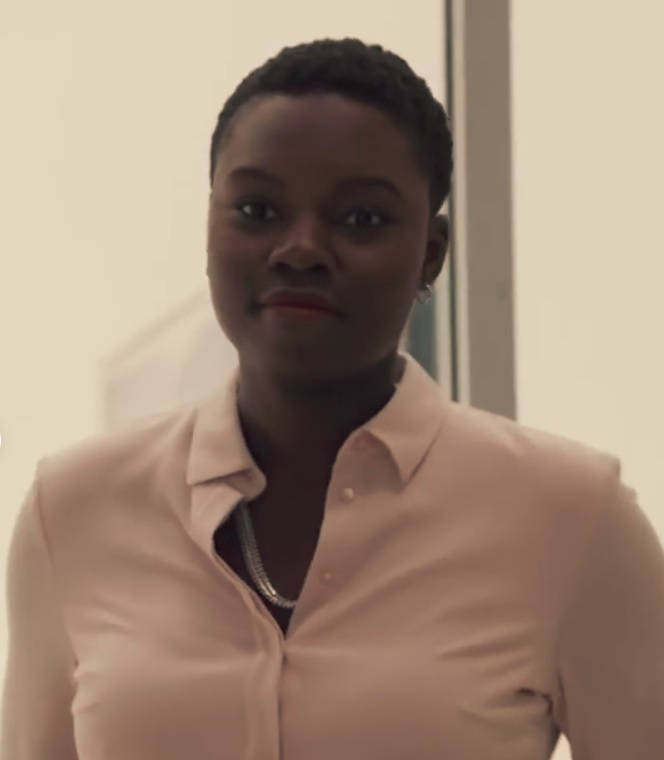
Shaunette Renée Wilson (2017)

Shaunette Renée Wilson (* 19. Januar 1990 in Linden, Guyana) ist eine US-amerikanische Filmschauspielerin.

## Leben
Shaunette Renée Wilson wurde in Guyana geboren, kam aber bereits als Kleinkind nach New York City. Sie studierte Schauspielerei an der Yale School of Drama in New Haven (Connecticut). Seit 2017 ist sie in US-Fernsehserien und Filmen zu sehen. In der Arztserie Atlanta Medical spielte sie die Assistenzärztin Mina Okafor.

## Filmografie (Auswahl)
- 2017: Billions (Fernsehserie, 7 Folgen)
- 2018: Ein Kind wie Jake (A Kid Like Jake)
- 2018: Black Panther
- 2018–2021: Atlanta Medical (The Resident, Fernsehserie, 63 Folgen)
- 2023: Indiana Jones und das Rad des Schicksals (Indiana Jones and the Dial of Destiny)
- 2024: The Luckiest Man in America
- 2025: BLKNWS: Terms & Conditions
- 2025: Karate Kid: Legends